# Sydney Goldstein
Sydney Goldstein (Kingston upon Hull, 3 de dezembro de 1903 — Brockton, 22 de janeiro de 1989) foi um matemático britânico.

## Condecorações
- Prêmio Adams, 1934
- Fellow of the Royal Society, 1937
- Worked at the Aerodynamics Division, National Physical Laboratory, 1939-45
- Chairman, Aeronautical Research Council, 1946-49
- Foreign Member, Royal Netherlands Academy of Sciences and Letters (Section for Sciences), 1950
- Foreign Member, Finnish Scientific Society (Section for maths and physics), 1975

## Publicações
- (ed) Modern Developments in Fluid Dynamics, 1938
- Lectures on Fluid Mechanics, 1960